# Kanton Marchaux
Kanton Marchaux (francouzsky Canton de Marchaux) je francouzský kanton v departementu Doubs v regionu Franche-Comté. Tvoří ho 36 obcí.

## Obce kantonu
- Amagney
- Battenans-les-Mines
- Blarians
- Bonnay
- Braillans
- La Bretenière
- Cendrey
- Champoux
- Châtillon-le-Duc
- Chaudefontaine
- Chevroz
- Corcelle-Mieslot
- Cussey-sur-l'Ognon
- Devecey
- Flagey-Rigney
- Geneuille
- Germondans
- Marchaux
- Mérey-Vieilley
- Moncey
- Novillars
- Ollans
- Palise
- Rigney
- Rignosot
- Roche-lez-Beaupré
- Rougemontot
- Tallenay
- Thise
- Thurey-le-Mont
- La Tour-de-Sçay
- Vaire-Arcier
- Vaire-le-Petit
- Valleroy
- Venise
- Vieilley